# Opel Monza
Der Opel Monza war ein Sportcoupé der seinerzeit zum US-amerikanischen Automobilkonzern General Motors (GM) gehörenden Automobilmarke Opel, das von Februar 1978 bis Juni 1986 gebaut wurde. Es wurde als dreitüriges Coupé vom Senator A abgeleitet und erfuhr auch die gleichen Modellpflegemaßnahmen. Stilistisch lehnte sich der Monza an den ab 1974 gebauten Chevrolet Monza an, was sowohl die Silhouette als auch die breite B-Säule betraf.
Der Senator war eine Stufenhecklimousine mit vier Türen, während der Monza ein dreitüriges Coupé mit großer Heckklappe war, das auf einer Bodengruppe mit einem um 25 mm kürzerem Radstand basierte, die den kleineren Modellreihen Rekord E und Commodore C entstammte. Die markante B-Säule des Monza war als Überrollbügel ausgelegt.

## Modellgeschichte

### Monza A1 (1978–1982)
Im September 1977 stellte Opel die Modelle Senator und Monza auf der IAA in Frankfurt vor, die dann im April 1978 auf den Markt kamen. Zunächst standen nur Sechszylinder-Reihenmotoren als 2,8-Liter-Vergaser- sowie als 3,0-Liter-Einspritzmotor zur Verfügung, denen im Sommer 1978 ein weiterer 3,0 Liter als Vergasermotor folgte.
Die erste Ausführung des Monza A1 wurde nahezu unverändert bis April 1981 gebaut. Dann wurde ab Mai 1981 (wie zur gleichen Zeit beim Senator) das Zwischenmodell A1+ mit strömungsgünstigeren Außenspiegeln, einem modifizierten Armaturenbrett und neuen Stoffbezügen ausgeliefert, das aber noch mit Stoßstangen aus verchromten Stahlblech versehen war.
Auch der Monza erhielt den 2,5-Liter-Einspritzmotor des Commodore C, der hier auf 100 kW (136 PS) Leistung kam (beim Commodore: 96 kW (131 PS)) und den 2.8 S ablöste. Der 3.0 S blieb noch bis Juli 1982 im Programm. Bis zur Überarbeitung im November 1982 wurden nur Reihen-Sechszylindermotoren eingebaut.

#### Modellübersicht

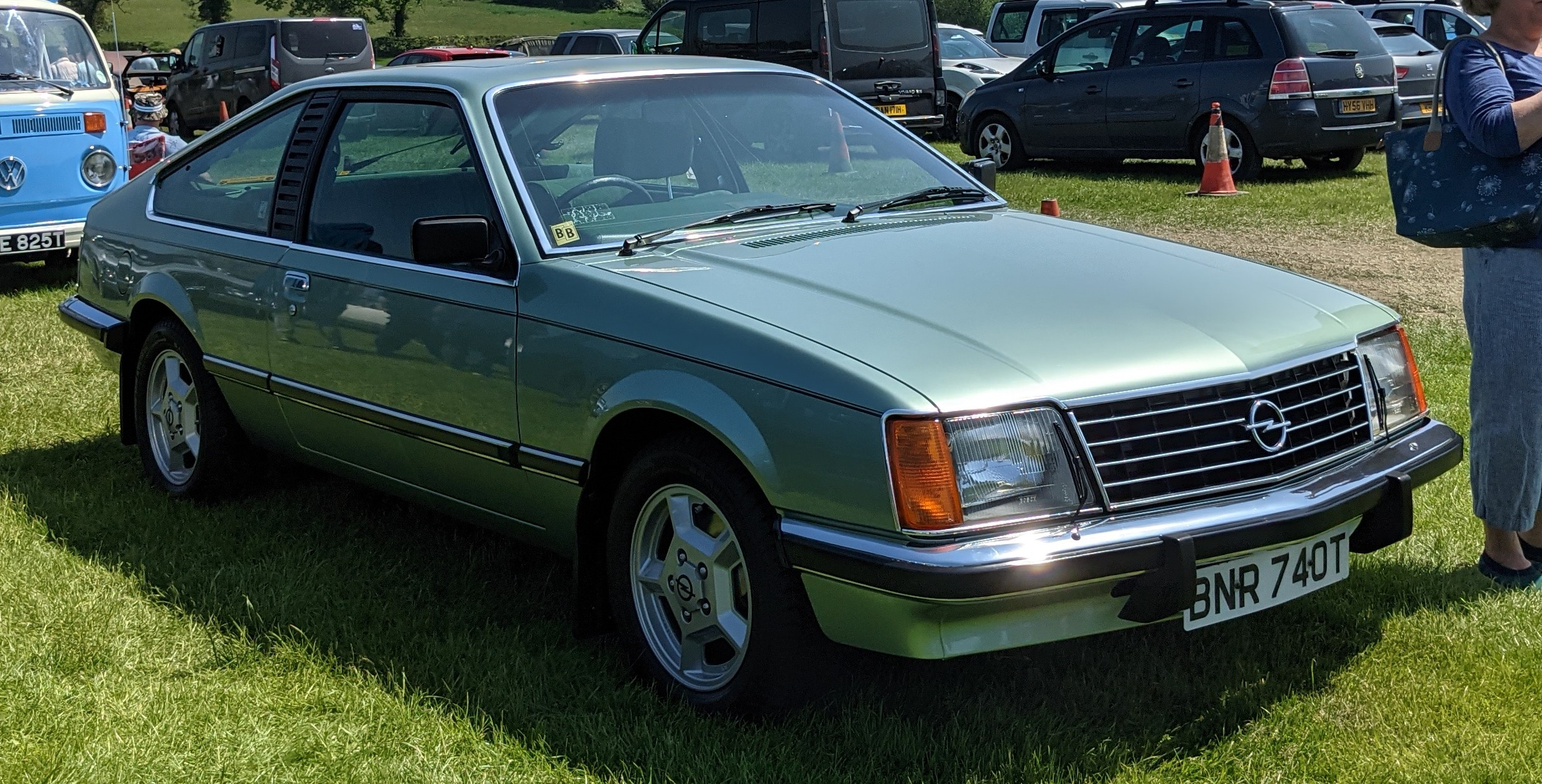
Opel Monza
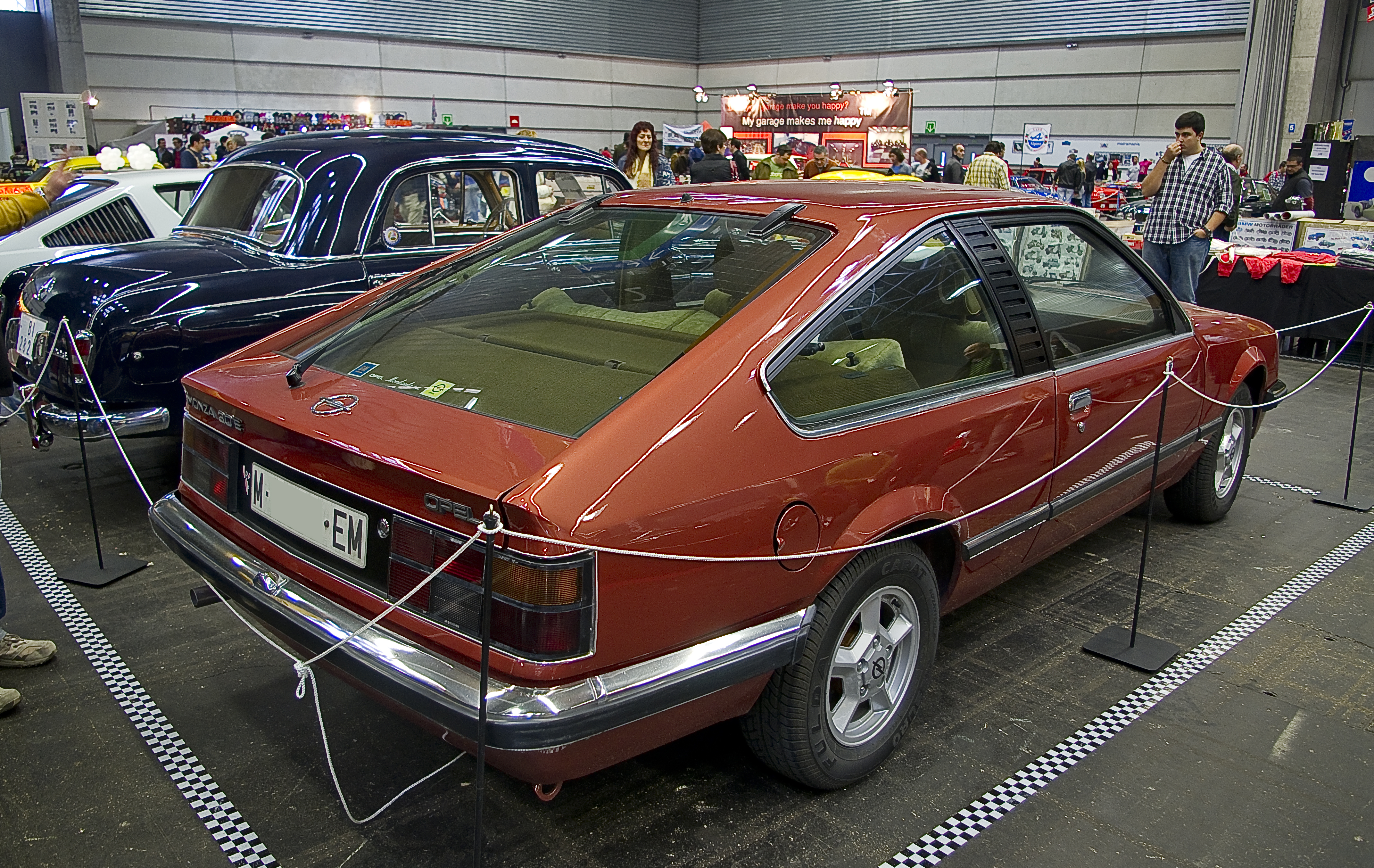
Opel Monza
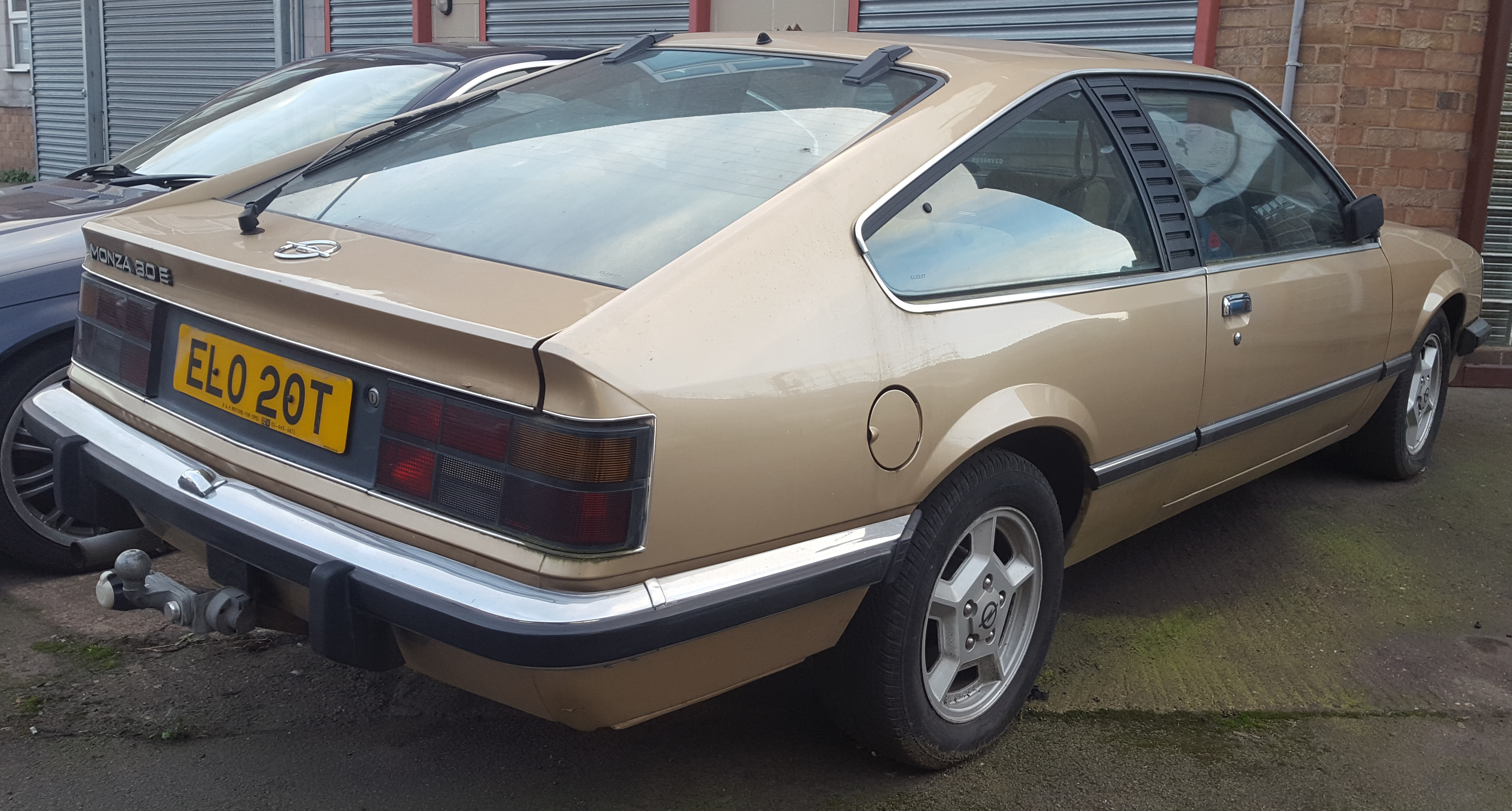
Opel Monza (Rechtslenker)
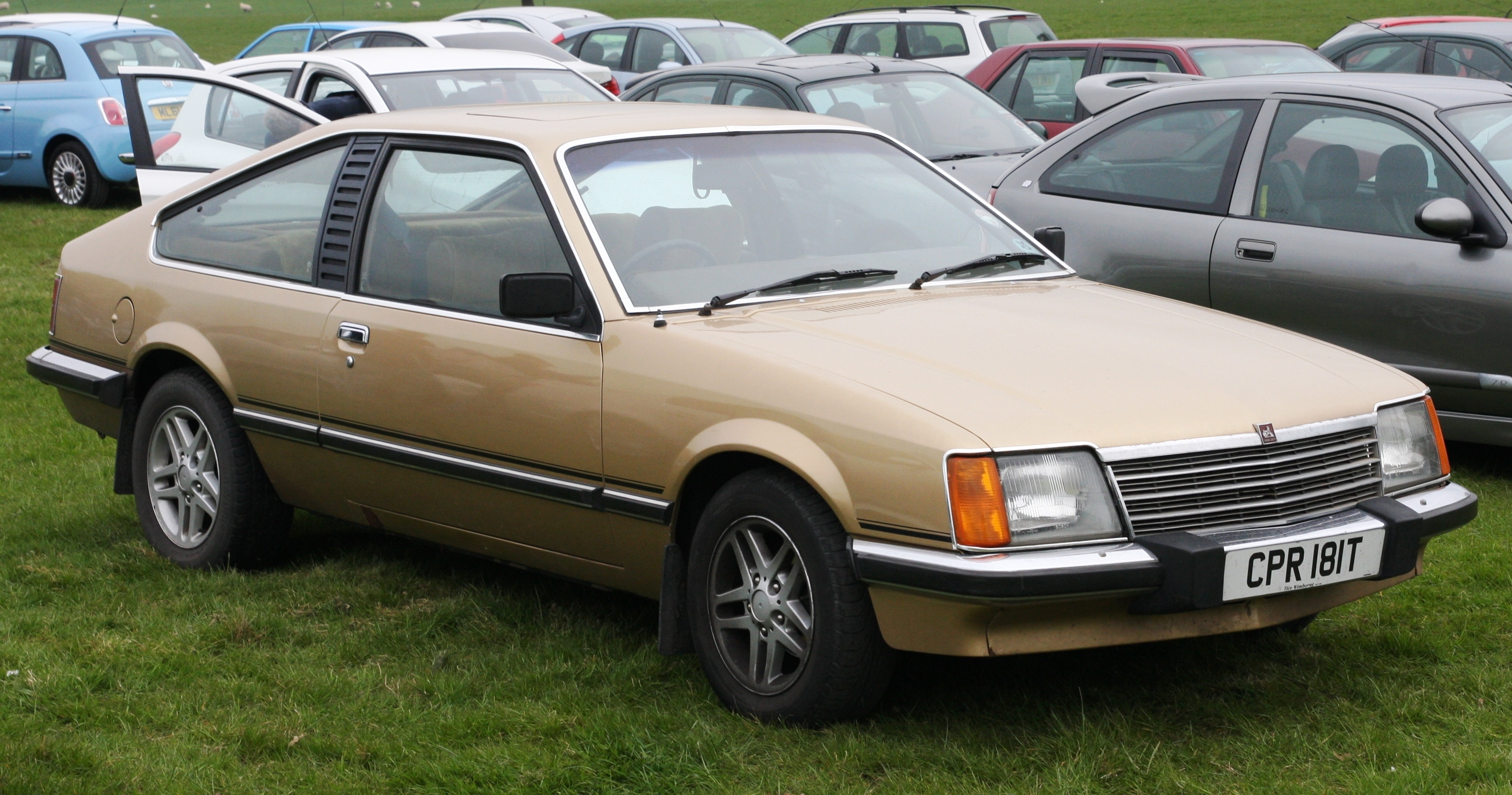
Für den britischen Markt: Der baugleiche Vauxhall Royale Coupé (1979)

### Monza A2 (1982–1986)
Im November 1982 wurde, wie beim Senator A und Rekord E, das große Facelift durchgeführt, was Änderungen an Motorhaube, Scheinwerfern, Stoßstangen und weiteren Teilen brachte.
Ab März 1983 bot Opel sowohl Monza als auch Senator mit Vierzylinder-Motor als 2.0 E mit 84,5 kW (115 PS) an, der im Oktober 1984 durch den gleich starken 2.2 i ersetzt wurde.
Überarbeitet wurden auch die Armaturentafel, die Instrumente selbst sowie die Einbautiefe des Radioschachts. Insgesamt wurde die Ausstattung deutlich aufgewertet.

#### Modellübersicht

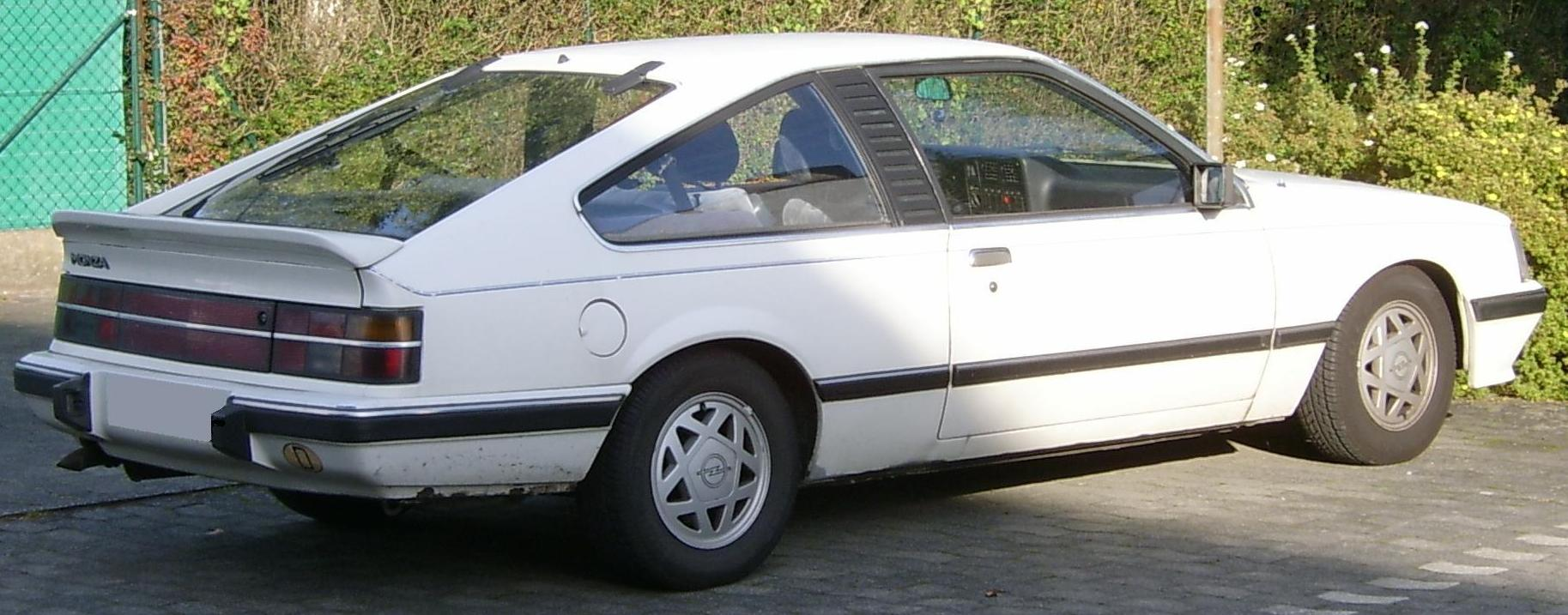
Heckansicht
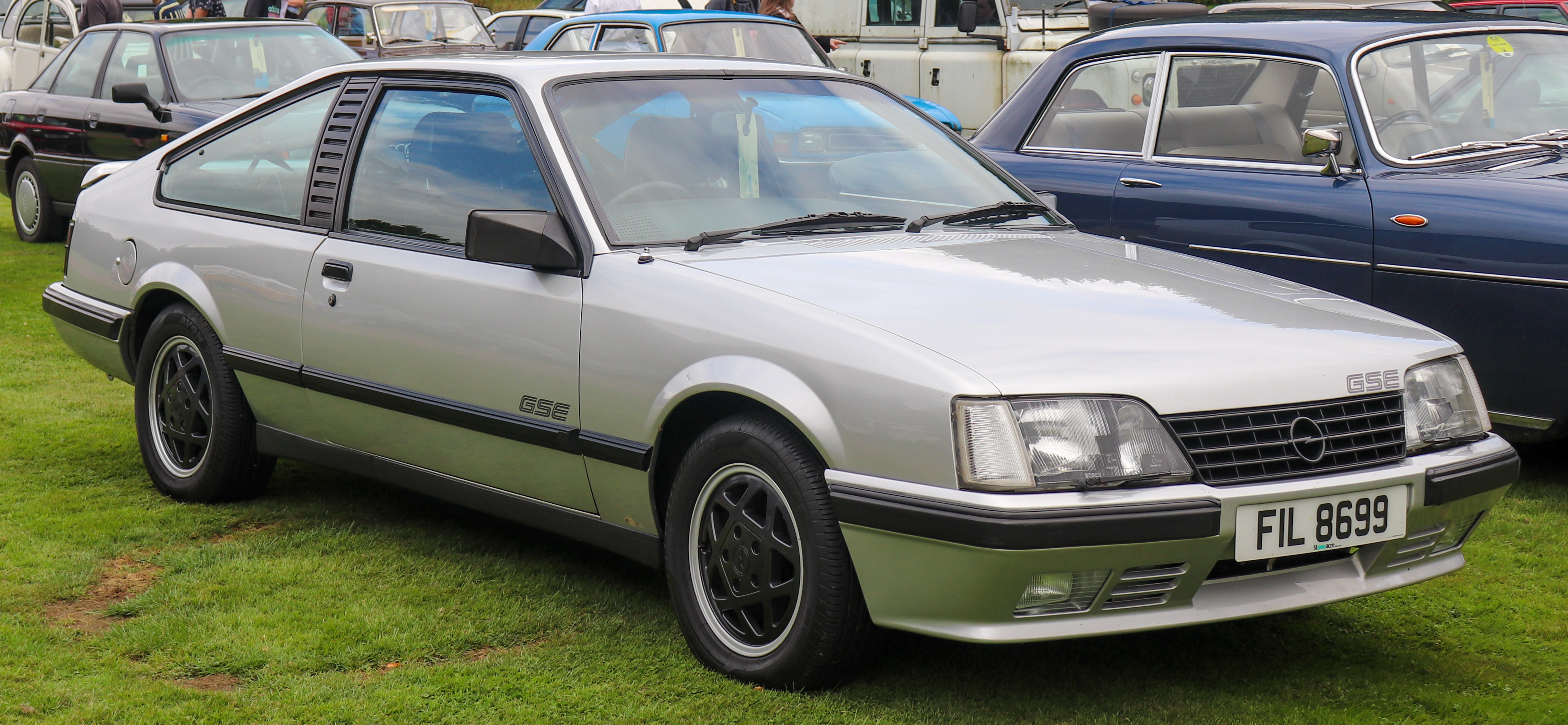
Opel Monza GSE
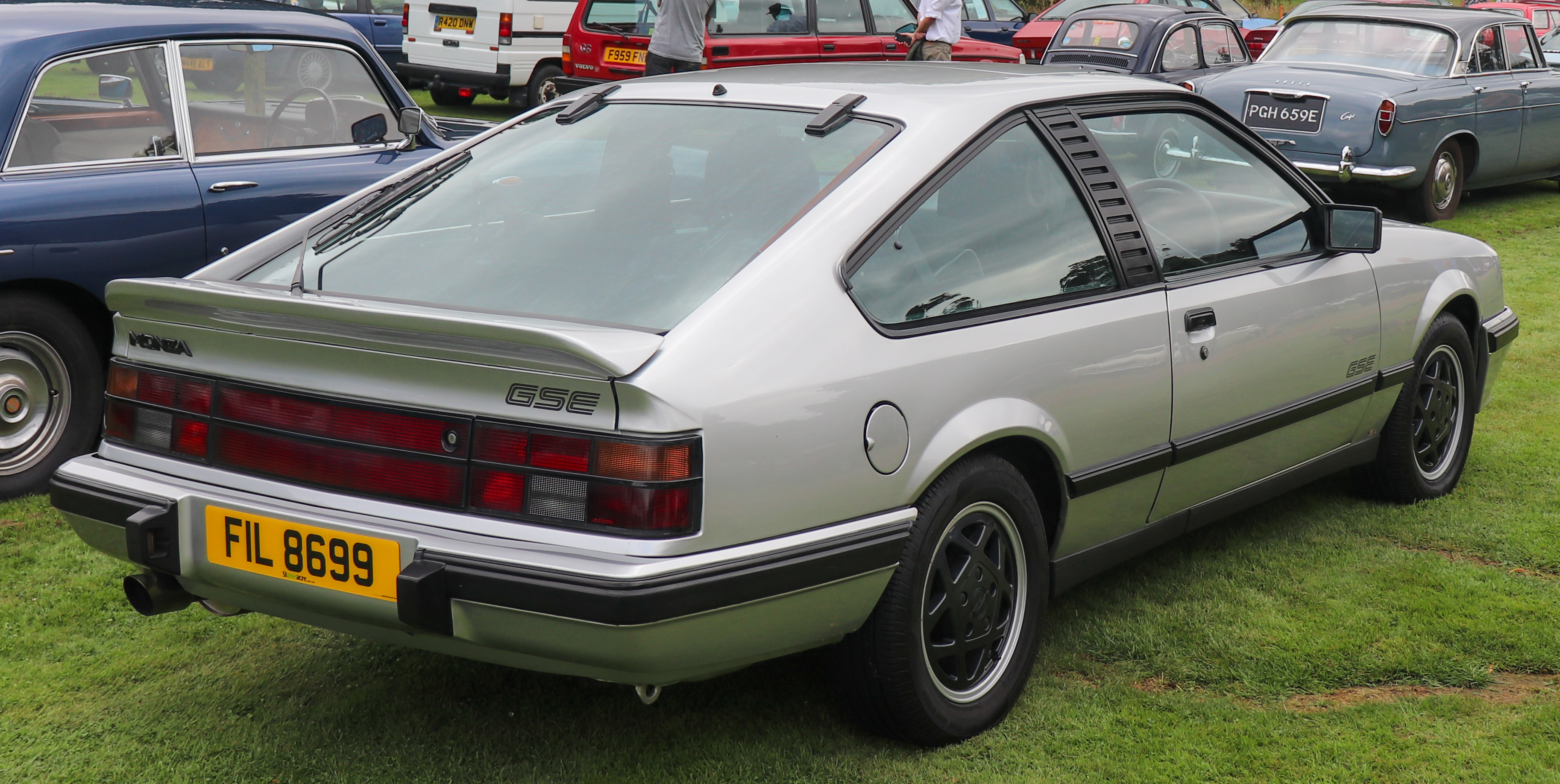
Opel Monza GSE
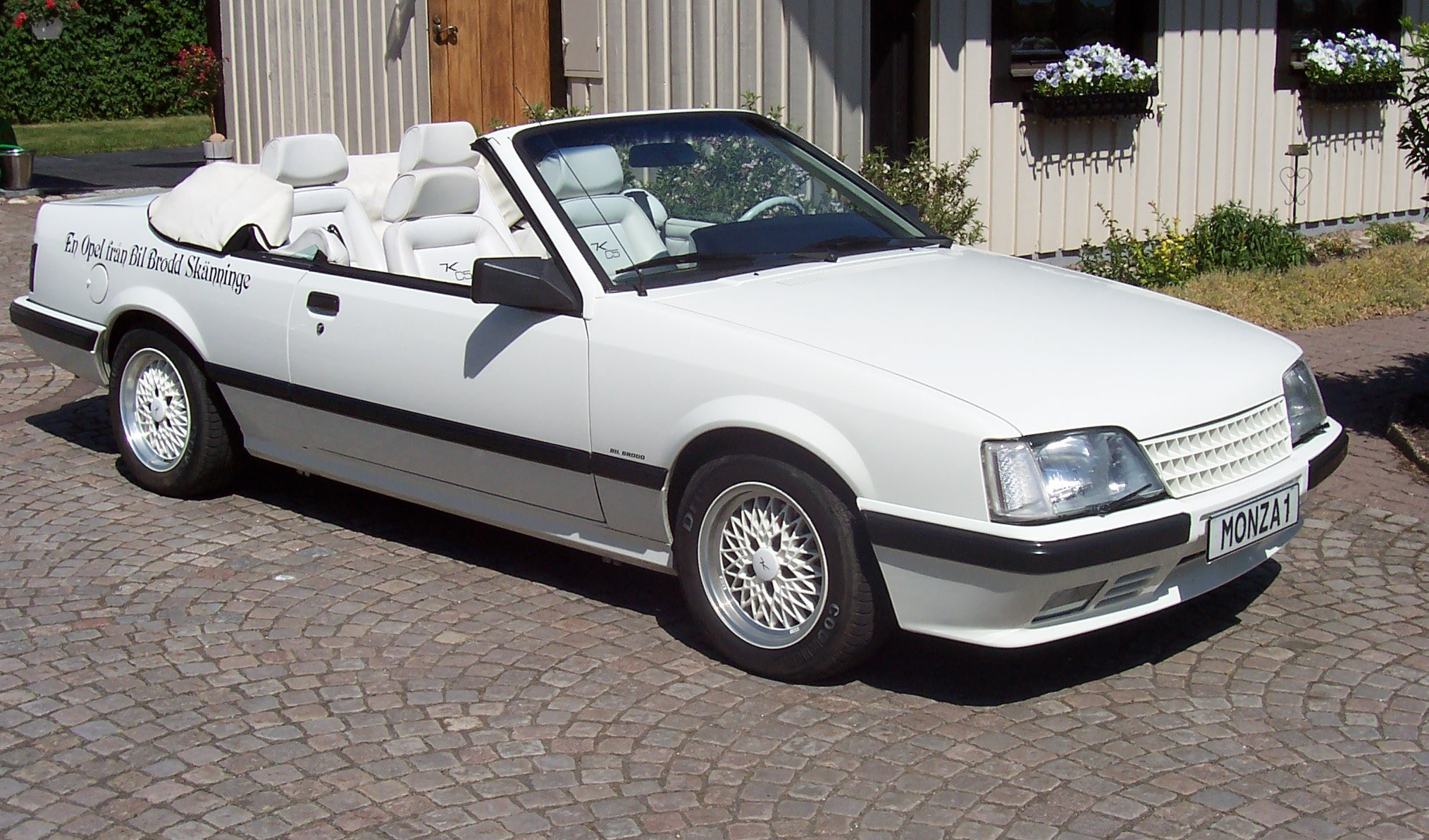
Cabrio-Umbau des Opel Monza: Keinath C5

#### MonzaGSEund letzte Modelländerungen
Im August 1983 erschien mit der Bezeichnung GSE die höchste Ausstattungslinie des Opel Monza. Sie unterschied sich deutlich von den Ausstattungsvarianten des Opel Senator. Der Monza GSE war ausschließlich mit dem 3,0-Liter-Sechszylinder-Einspritzmotor mit 132 kW (179 PS) erhältlich. Serienmäßig gab es eine sportliche Innenausstattung mit Recaro-Sitzen, ein Lederlenkrad und unter anderem einen Bordrechner.
Für den GSE war in Verbindung mit den Recaro-Sitzen keine Sitzheizung verfügbar, anders als beim vergleichbaren Senator CD. Hinzu kamen ein sportlich abgestimmtes Fahrwerk und zusätzliche Kunststoffleisten in Schwarz. Die gegen Aufpreis lieferbare Drei-Stufen-Automatik wurde durch eine Vier-Stufen-Automatik ersetzt.
Ab Ende 1983 wurden im Monza GSE erstmals bei Opel digitale Anzeigeinstrumente von VDO Automotive angeboten. Diese konnten (inoffiziell) wieder abbestellt werden. Später wurden diese im Kadett GSi in gleicher Form, aber mit kleineren Gehäuseabmessungen, serienmäßig eingesetzt. Die sonst üblichen Chromleisten waren beim GSE schwarz und anthrazit.
Mit Modelljahr 1985 wurden beim Monza C und beim GSE auch die letzten verchromten Verkleidungselemente im Innenbereich (Türgriffe bzw. Öffner) durch farblich angepasste Elemente aus Kunststoff ersetzt. Es folgte noch eine leichte Modifikation der Innenleuchte, die durch eine größere (aus dem Opel Kadett E oder Opel Ascona C stammend) ersetzt wurde. Die Modelle mit ABS bekamen auch im Bereich der Federbeindome Abstützungen zur Kotflügelkante.
Ab Herbst 1985 konnte der Monza auch mit einem geregelten Katalysator und einem überarbeiteten 3,0-Liter-Motor bestellt werden. Dieser leistete jedoch statt der bisher üblichen 132 kW (179 PS) nur 115 kW (156 PS) und fand in abgeänderter Form auch im Opel Omega A bzw. Opel Senator B noch Verwendung.
In einer Kleinserie von 144 Exemplaren wurde der Opel Monza A2 von der Firma Keinath unter der Bezeichnung KC 5 zum Cabrio umgebaut. 22 Exemplare dieser Fahrzeuge dienten als Grundlage für das Bitter SC Cabrio.

## Sonstiges
Weitere Informationen zum Opel Monza sind in den Artikeln der Modelle Opel Senator und Opel Rekord E aufgeführt. Auch in Südafrika gab es einen Opel Monza. So wurden dort die Stufenheck- und Cabrioversionen des Kadett der E-Serie genannt.
Von 1974 bis 1980 wurde in den USA bereits der nicht verwandte Chevrolet Monza (entstanden aus dem Chevrolet Vega) verkauft.

## Motoren
Das Motorenprogramm stimmte mit dem des Senator überein, mit der Ausnahme, dass beim Monza keine Dieselmotoren angeboten wurden.
| Monza  | Monza                  | Monza    | Monza                         | Monza               | Monza           |
| Modell | Motortyp               | Hubraum  | Leistung                      | Drehmoment          | Bauzeit         |
| ------ | ---------------------- | -------- | ----------------------------- | ------------------- | --------------- |
| 2.0 E  | Reihen-Vierzylinder    | 1979 cm³ | 84,5 kW (115 PS) bei 5600/min | 160 Nm bei 4200/min | 11/1982–10/1984 |
| 2.2 i  | Reihen-Vierzylinder    | 2197 cm³ | 84,5 kW (115 PS) bei 4800/min | 182 Nm bei 2600/min | 10/1984–06/1986 |
| 2.5 E  | Reihen-Sechszylinder * | 2490 cm³ | 100 kW (136 PS) bei 5600/min  | 185 Nm bei 4600/min | 05/1981–10/1984 |
| 2.5 i  | Reihen-Sechszylinder * | 2490 cm³ | 103 kW (140 PS) bei 5200/min  | 205 Nm bei 4000/min | 10/1984–06/1986 |
| 2.8 S  | Reihen-Sechszylinder * | 2784 cm³ | 103 kW (140 PS) bei 5200/min  | 218 Nm bei 3500/min | 02/1978–04/1981 |
| 3.0 S  | Reihen-Sechszylinder * | 2969 cm³ | 110 kW (150 PS) bei 5200/min  | 230 Nm bei 3400/min | 02/1978–07/1982 |
| 3.0 E  | Reihen-Sechszylinder * | 2969 cm³ | 132 kW (179 PS) bei 5800/min  | 243 Nm bei 4500/min | 02/1978–06/1986 |
| 3.0 i  | Reihen-Sechszylinder * | 2969 cm³ | 115 kW (156 PS) bei 5600/min  | 225 Nm bei 4200/min | 09/1985–06/1986 |

* Von Tunern wurden auch noch weitere Motoren angeboten, z. B. von Mantzel (3.0 Turbo mit 176,5 kW (240 PS)) und Irmscher (3.6 E mit 147 kW (200 PS)).

## Monza Concept (2013)
Auf der IAA im September 2013 präsentierte Opel das Konzeptfahrzeug Monza Concept. Dieses 4,69 m lange Fahrzeug sollte einen Ausblick auf die Zukunft der Marke Opel geben.

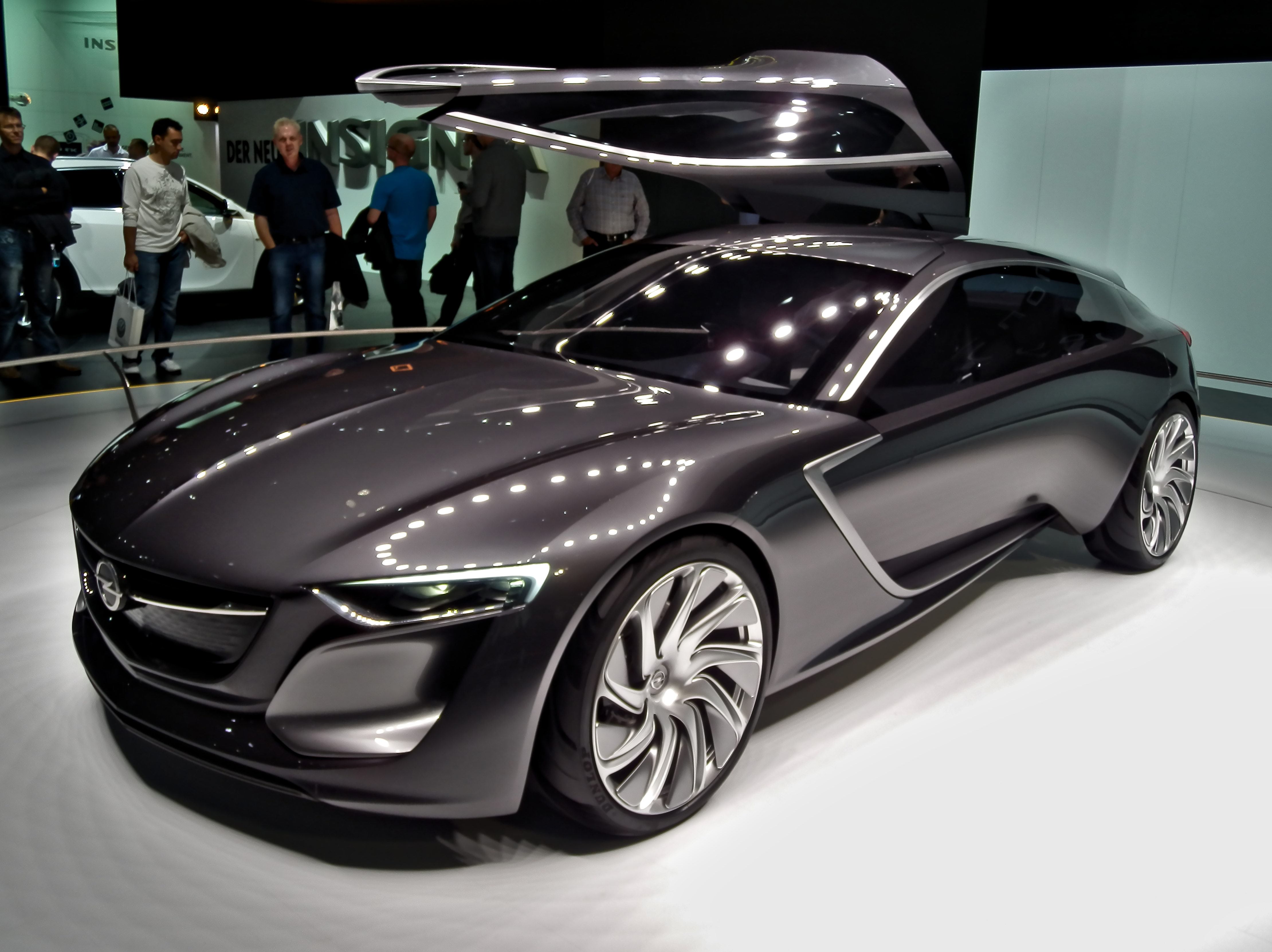
Monza Concept auf der IAA 2013
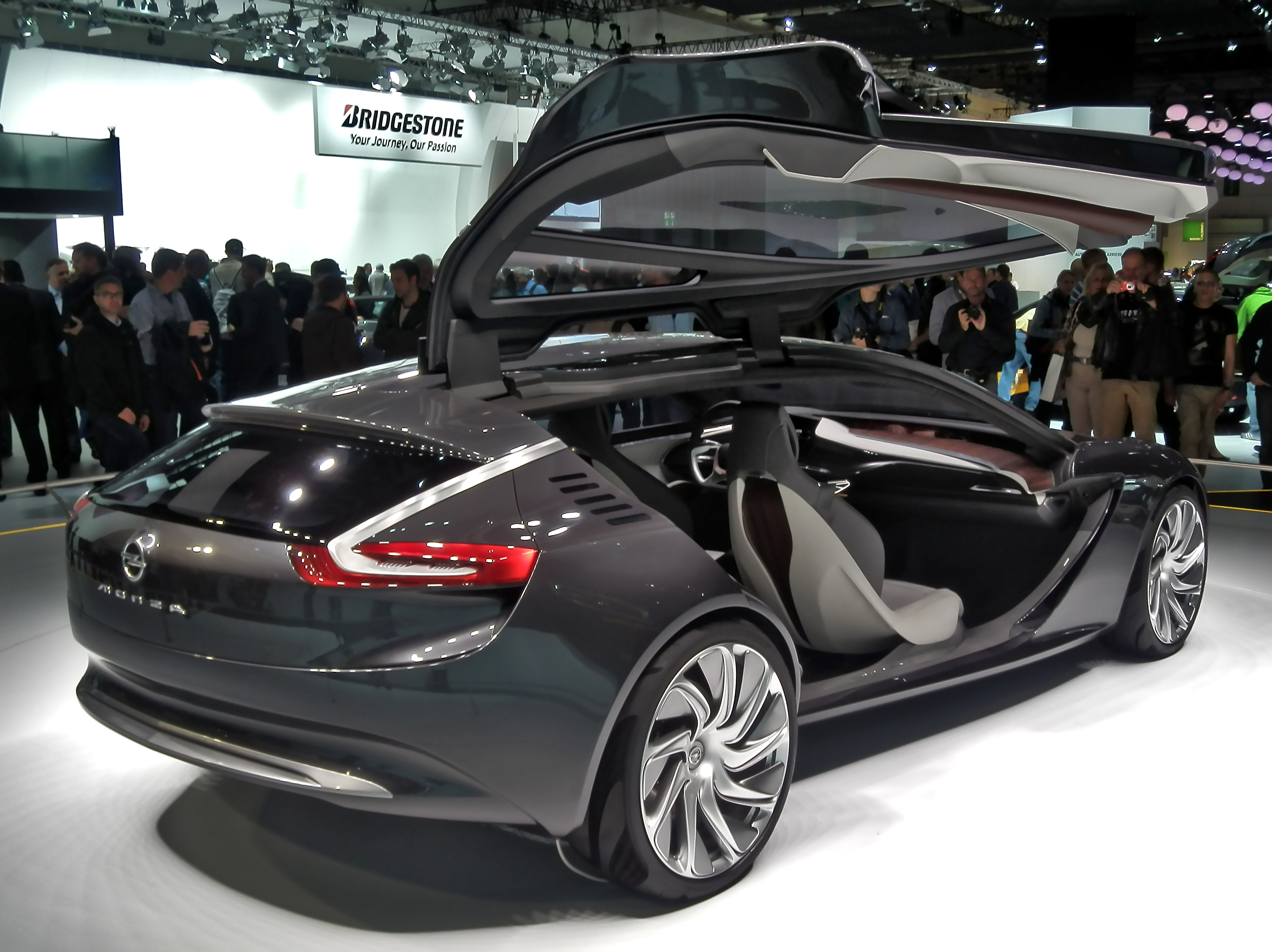
Heckansicht